# Josef Thomayer

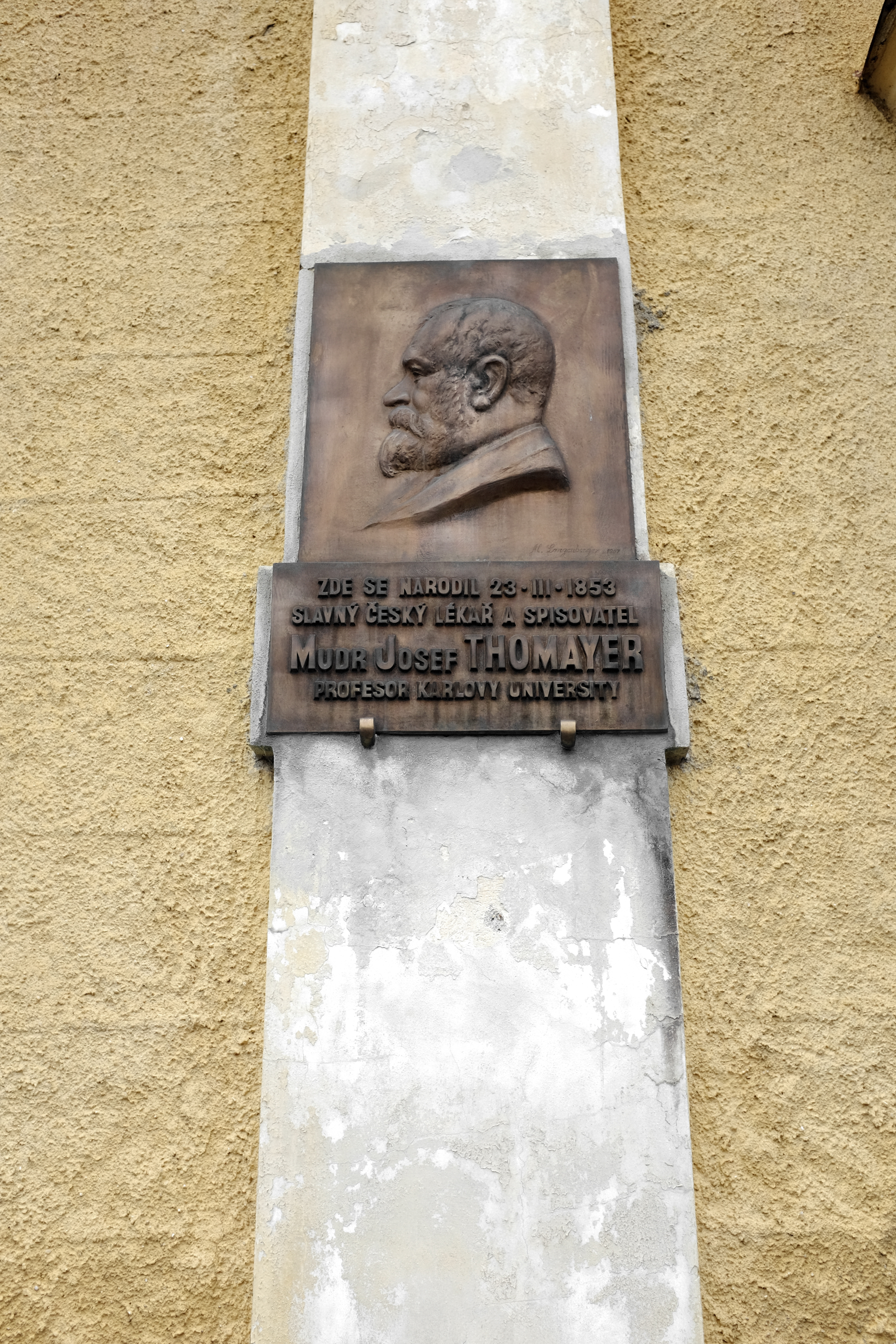
Placă memorială a lui Josef Thomayer în Trhanov

Josef Thomayer (n. 23 martie 1853, Trhanov, Plzeň, Cehia – d. 18 octombrie 1927, Praga, Cehoslovacia) a fost un medic ceh și profesor de medicină internă, unul dintre fondatorii științei medicale cehe. El a fost în mare parte responsabil cu îmbunătățirea condițiilor din clinicile cehe. Este creatorul nomenclaturii medicale cehe și autorul unor cărți de popularizare a științei în domeniul medicinei. A participat la înființarea unor reviste medicale de specialitate. Pe lângă profesia sa, a fost implicat în creația literară, a scris ficțiune și articole de călătorie care au fost publicate în reviste. Și-a publicat operele de ficțiune sub pseudonimul R. E. Jamot (anagrama fonetică a lui Thomayer).
Fratele său, František Josef Thomayer⁠(d), a fost un arhitect peisagist ceh.

## Viață și carieră
S-a născut în Trhanov în Chodsko⁠(d). A studiat la gimnaziul din Klatovy, unde colegul și prietenul său a fost Emil Frida⁠(d), mai târziu renumitul scriitor care a publicat sub pseudonimul Jaroslav Vrchlický. Au fost reuniți de dragostea pentru literatură și împreună au încercat să-și publice experimentele literare în reviste.
După absolvire, a studiat la facultatea de medicină a universității încă nedivizate din Praga.
A devenit una dintre figurile de bază ale medicinei interne cehe. În 1885, a fondat jurnalul medical ceh Sborník lékařský (Jurnal medical). A publicat manualul utilizat pe scară largă Úvod do drobné lékařské praxe (Introducere în practica medicală). În 1893 i-a fost publicată Pathologie a therapie nemocí vnitřních (Patologia și terapia bolilor interne). Josef Thomayer s-a dedicat medicinii interne, în 1883 a lucrat ca profesor asociat, în 1886 a fost numit profesor extraordinar și din 1897 a fost numit profesor titular al Facultății de Medicină de la Universitatea Carolină. 
În 1886, a devenit șef al Policlinicii Facultății de Medicină din Cehia. 
Între anii 1902-1921, după profesorul Emerich Maixner⁠(d), a fost al doilea șef al clinicii de medicină internă, pe care a îmbunătățit-o extraordinar. Toate domeniile medicinei interne, pneumologiei, cardiologiei, endocrinologiei și chiar neurologiei au fost dezvoltate acolo ca o concurență cu clinica neurologică Haškovec⁠(d).
Josef Thomayer însuși a fost implicat în mai multe domenii ale medicinii interne. Cu toate acestea, a avut un succes semnificativ mai ales în studiul durerilor abdominale, pe care le-a descris în detaliu. A pus mereu diagnostice excelente. A studiat claudicația intermitentă (șchiopătarea după oboseală), despre care a extins semnificativ cunoștințele și a dezvoltat tratamentul acesteia.
El a creat școala cehă de medicină internă, sau mai bine zis aceasta s-a format în jurul lui. Chiar și majoritatea interniștilor cehi de astăzi sunt succesorii studenților săi. De asemenea, a contribuit la extinderea publicațiilor medicale - pe lângă revista Sborník lékařský, a început să publice lucrări mai mici în Sbírce přednášek a rozprav (Colecția de prelegeri și discursuri), numită mai târziu Thomayerovou sbírkou (Colecția Thomayer). A scris aproape 200 de articole diferite în reviste și cărți în domeniul medicinei.
A fost un profesor unic. El a fost întotdeauna pregătit pentru prelegerile universitare și a transmis experiența și cunoștințele sale bogate din practica medicală publicului. Pe de altă parte, el a cerut studenților să fie exacți, sinceri și de încredere. Chiar și duminică dimineața trebuiau să treacă măcar prin clinică.
A trăit ca un bătrân burlac până la moarte. A avut un număr mare de admiratori și admiratoare, dar și un număr egal de dușmani. De asemenea, a avut prieteni în cercurile literare (unul dintre ei a fost colegul său de liceu Emil Frida⁠(d), pentru care Thomayer a inventat pseudonimul Jaroslav Vrchlický), iar el însuși a scris și publicat nuvele sub pseudonimul R. E. Jamot (anagrama fonetică a lui Thomayer). A fost un scriitor foarte cunoscut al cărui talent a fost recunoscut, de exemplu, de Jan Neruda, Alois Jirásek, Zikmund Winter⁠(d), Karel Václav Rais⁠(d) sau Karel Matěj Čapek-Chod. Dragostea sa pentru natură iese în evidență din lucrările sale.
S-a pensionat devreme, în 1921. „Nu sunt primadonă, o să mă retrag înainte să-mi pierd vocea”, a comentat el despre acest lucru. Aparent s-a pensionat din cauza unei boli grave (cancer rectal), de care a decedat în 1927. A lăsat moștenire averea sa considerabilă Muzeului Național și Galeriei Naționale, Registrului central al școlilor, bibliotecilor și colecțiilor de artă. Este înmormântat în cimitirul din Trhanov, unde s-a născut.

## Diverse
Relația sa cu Šumava și regiunile periferice ale Boemiei a fost exagerată. Fiind originar din Chod,⁠(d) era convins că bogăția culturală și intelectuală a națiunii cehe provine de acolo. El a fost chiar cel care l-a încurajat pe Alois Jirásek să scrie Psohlavci (Capete de câini).
I-a disprețuit (și a arătat acest lucru) pe locuitorii Boemiei Centrale. El a inventat pentru ei termenul dementa mesobohemica (prostia din Boemia Centrală), pe care l-a folosit des. Era o tradiție ca atunci când un student nu avea note bune la examene, îl întreba mereu de unde este. Când afla că este din Boemia Centrală, era triumfător.
Mai gravă a fost intoleranța sa față de chirurgi. Nu a recomandat niciodată unui pacient o intervenție chirurgicală pentru apendicită (inflamație a apendicelui), chiar și atunci când era o boală acută, probabil purulentă. Dacă pacientul cerea personal ca să facă o operație, el arăta cu un gest maiestuos către Clinica (chirurgicală) a lui Karel Maydl⁠(d) și adăuga: „Dacă vrei să mori, mergi acolo.” El însuși s-a luptat cu cancerul rectal fără să se opereze. A murit în 1927, cu un an înainte de descoperirea penicilinei (un antibiotic).

## Moștenire
Spitalul Universitar Thomayer⁠(d) (Fakultní Thomayerova nemocnice) din Praga a fost numit după el, acesta a fost fondat în 1954 prin transformarea caselor Masaryk (instituții sociale pentru pensionari) într-un spital. În 1954, a fost înființată o comisie specială pentru a decide care va fi numele spitalului. Această comisie i-a acordat în cele din urmă prioritate lui Thomayer în fața Dr. Ivan Hálek⁠(d), fiul scriitorului Vítězslav Hálk (numele anterior al președintelui Masaryk nu mai era o opțiune din motive politice). A fost preferat numele lui Thomayer chiar dacă doctorul în medicină Ivan Hálek a fost un mare susținător al evreilor și, ca medic pentru săraci și antifascist de stânga, a îndeplinit mai bine criteriile marxiste ale vremii.

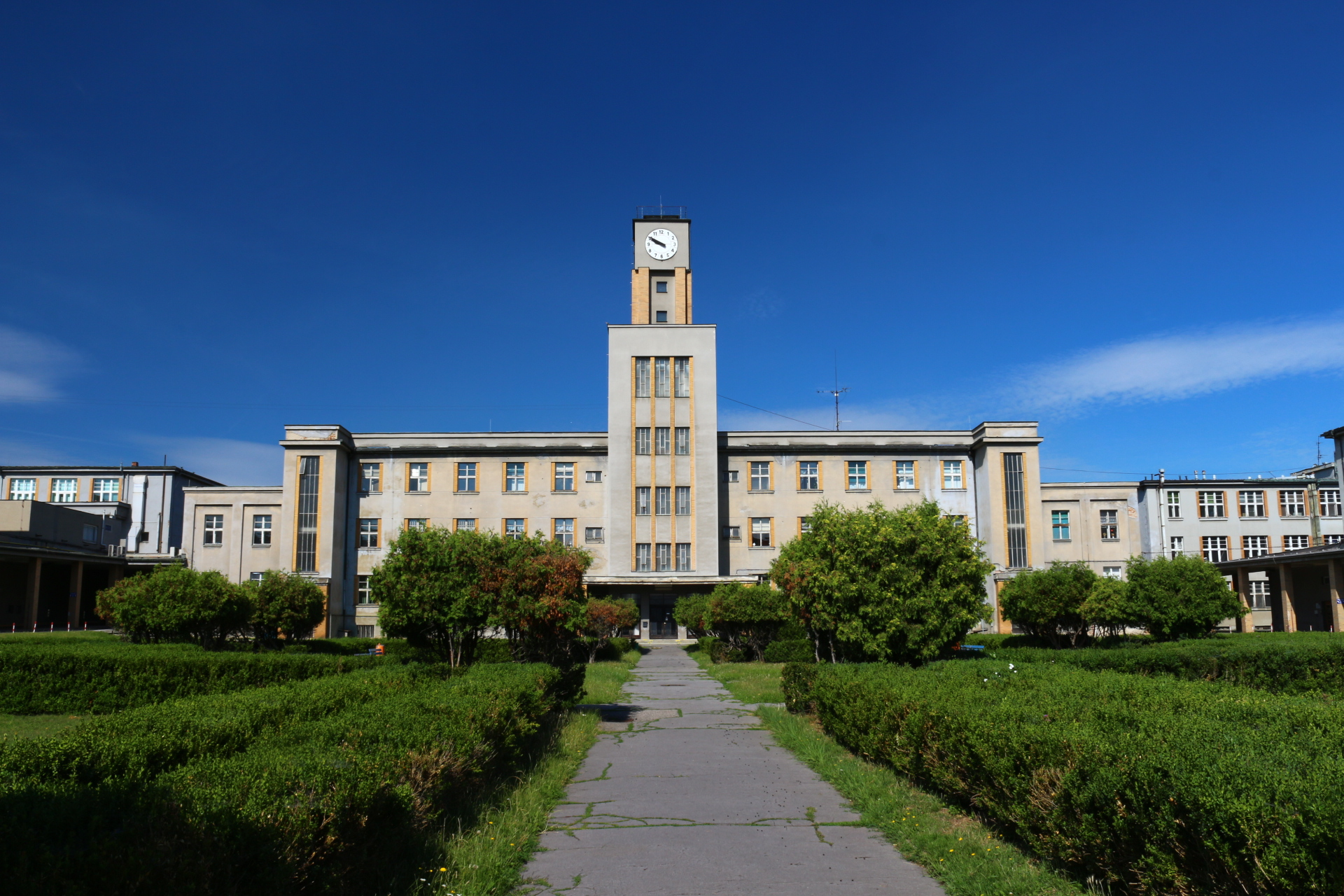
Spitalul Universitar Thomayer

În 1907, ca parte a activităților sale caritabile, Thomayer a construit o infirmerie neo-renascentistă și un azil pentru săraci la Trhanov, lângă Domažlice, după proiectul arhitectului ceh Antonín Wiehl⁠(d).
În 1922, a fost ales ca primul membru de onoare al Societății Purkyně⁠(d).

## Lucrări scrise

### Literatură profesională
- O významu některých komplikac plicních v průběhu tyfu střevního se vyskytujících - Despre semnificația anumitor complicații pulmonare care apar în timpul febrei tifoide (1884)
- Úvod do drobné praxe lékařské - Introducere în practică medicinală (1886, 1900)
- Bezvědomí a jeho diagnostický význam - Inconștiența și semnificația ei diagnostică (1889, 1905)
- O přetížení prací zvláště ve školách - Despre suprasolicitarea muncii în special în școli (între 1889 și 1900)
- Pathologie a therapie nemocí vnitřních - Patologia și terapia bolilor interne (1893, 1921)
- O substituci svalové - Despre substituția musculară (1895)
- Ischias scoliotica. Příspěvek k její poznání - Scolioza sciatică. O contribuție la studiul ei (1897)
- O studiu vnitřních nemocí - Despre studiul bolilor interne (1902)
- Zúžení střevní - Îngustarea intestinală (1903)
- O obrnách dnavých - Despre paralizia gutei (1904)
- Klinické výklady prof. dra. J. Thomayera - Interpretări clinice ale prof. Dr. J. Thomaser (3 volume, 1905–1906)
- K diagnostice nádorů míšních - Despre diagnosticul tumorilor măduvei spinării (1907)

### Literatură frumoasă și de popularizare a științei
- Čtení o pěti smyslech člověka - O lectură despre cele cinci simțuri ale omului (1880)
- Příroda a lidé - Natura și oamenii (1880, 1896)
- Vedle cesty - Pe lângă drum (1895)
- Význam některých snů - Sensul unor vise (1896)
- Po různých stezkách - Pe căi diferite (1902)
- Žloutne listí - Frunze galbene (1905)
- Z pamětí lidí nepatrných a jiné práce - Din amintirile unor oameni minusculi și alte lucrări (1913)
- Z lidské biologie - Din biologia umană (1915)
- Nebezpečí života. Úvahy diagnostické a prognostické - Pericol de viață. Considerații despre diagnostic și prognostic (1918)
- Scrieri culese ale lui Josef Thomayer:
  1. Pestré kapitoly - Capitole variate (1919)
  2. Paběrky, Chuť a čich (1919)
  3. Z pouti životní - Din pelerinajul vieții (1920)
  4. Z lidské biologie a jiná prósa - Din biologia umană (1920)
  5. Viděné a slyšené - Văzut și auzit (1920)
  6. Dojmy pocestné - Impresii de pe drum (1920)
  7. Různé příběhy, V ovzduší Aeskulapově - Povestiri diverse, În aerul lui Esculapius (1921)
  8. Příroda a lidé - Natura și bărbații (1921)
  9. Kulturně historické obrázky z oboru lékařského - Tablouri cultural-istorice din domeniul medicinei (1921)
  10. Studie a vzpomínky - Studii și amintiri (1922)
  11. Ze zápisků starého lékaře - Din însemnările unui medic bătrân (1925)
- Note de lucru:
  - Život v trávě - Viața în iarbă (1975)
  - Ze zápisků lékaře - Din notițele doctorului (1977)